# Calgary-Glenmore
Circonscription électorale provinciale du Canada
Calgary-Glenmore est une circonscription électorale provinciale de l'Alberta (Canada), située dans le centre-sud de Calgary. 
Sa députée actuelle est la néo-démocrate Nagwan Al-Guneid.

## Liste des députés
| Années | Années          | Député           | Parti politique           |
| ------ | --------------- | ---------------- | ------------------------- |
|        | 1959 - 1963     | Ernest Watkins   | Progressiste-conservateur |
|        | 1963 - 1967     | Bill Dickie      | Libéral                   |
|        | 1967 - 1969     | Bill Dickie      | Libéral                   |
|        | 1969 - 1971     | Bill Dickie      | Progressiste-conservateur |
|        | 1971 - 1975     | Bill Dickie      | Progressiste-conservateur |
|        | 1975 - 1979     | Hugh Planche     | Progressiste-conservateur |
|        | 1979 - 1982     | Hugh Planche     | Progressiste-conservateur |
|        | 1982 - 1986     | Hugh Planche     | Progressiste-conservateur |
|        | 1986 - 1989     | Dianne Mirosh    | Progressiste-conservateur |
|        | 1989 - 1993     | Dianne Mirosh    | Progressiste-conservateur |
|        | 1993 - 1997     | Dianne Mirosh    | Progressiste-conservateur |
|        | 1997 - 2001     | Ron Stevens      | Progressiste-conservateur |
|        | 2001 - 2004     | Ron Stevens      | Progressiste-conservateur |
|        | 2004 - 2008     | Ron Stevens      | Progressiste-conservateur |
|        | 2008 - 2009     | Ron Stevens      | Progressiste-conservateur |
|        | 2009 - 2012     | Paul Hinman      | Parti Wildrose            |
|        | 2012 - 2015     | Linda Johnson    | Progressiste-conservateur |
|        | 2015 - 2019     | Anam Kazim       | Néo-démocrate             |
|        | 2019 - 2023     | Whitney Issik    | Conservateur uni          |
|        | 2023 - en cours | Nagwan Al-Guneid | Néo-démocrate             |